# 대한민국 형사소송법 제323조
대한민국 형사소송법 제323조는 유죄판결에 명시될 이유에 대한 형사소송법의 조문이다.

## 조문
제323조(유죄판결에 명시될 이유) ① 형의 선고를 하는 때에는 판결이유에 범죄될 사실, 증거의 요지와 법령의 적용을 명시하여야 한다.
②법률상 범죄의 성립을 조각하는 이유 또는 형의 가중, 감면의 이유되는 사실의 진술이 있은 때에는 이에 대한 판단을 명시하여야 한다.

## 판례
- 유죄판결을 선고하면서 판결이유에 명시하여야 할 내용 중 하나를 전부 누락한 경우 파기사유이다[1]

## 참고 문헌
- 손동권 신이철, 새로운 형사소송법(초판, 2013), 세창, 2013. ISBN 9788984114081

## 같이 보기
- 요건사실